# 8889 Mockturtle
8889 Mockturtle è un asteroide della fascia principale del diametro medio di circa 23,59 km. Scoperto nel 1994, presenta un'orbita caratterizzata da un semiasse maggiore pari a 3,0364725 UA e da un'eccentricità di 0,1406116, inclinata di 11,99218° rispetto all'eclittica.